# Mauro Gambetti
Mauro Gambetti, född 27 oktober 1965 i Castel San Pietro Terme, Bologna, är en italiensk kardinal och ärkebiskop. Han är sedan den 20 februari 2021 ärkepräst av San Pietro in Vaticano, generalvikarie för Vatikanstaten och ordförande för Fabbrica di San Pietro.

## Biografi
Mauro Gambetti är son till Ermenegildo Gambetti och Maria Teresa Ceroni. År 1992 avlade han examen i maskinteknik vid Bolognas universitet. Samma år blev han konventualfranciskan och avlade sina eviga löften år 1998. Gambetti studerade teologi i Assisi och Florens. Han prästvigdes den 8 januari 2000. Från 2013 till 2020 var han generalkustos för Sacro Convento i Assisi.
I oktober 2020 utnämndes Gambetti till titulärärkebiskop av Thisiduo och vigdes den 22 november samma år av kardinal Agostino Vallini i Sankt Franciskus basilika i Assisi. Kardinal Vallini assisterades vid detta tillfälle av ärkebiskop Domenico Sorrentino och biskop Giovanni Mosciatti.
Den 28 november 2020 upphöjde påve Franciskus Gambetti till kardinaldiakon med Santissimo Nome di Maria al Foro Traiano  som diakonia. 

## Bilder

Kardinal Gambettis diakonia
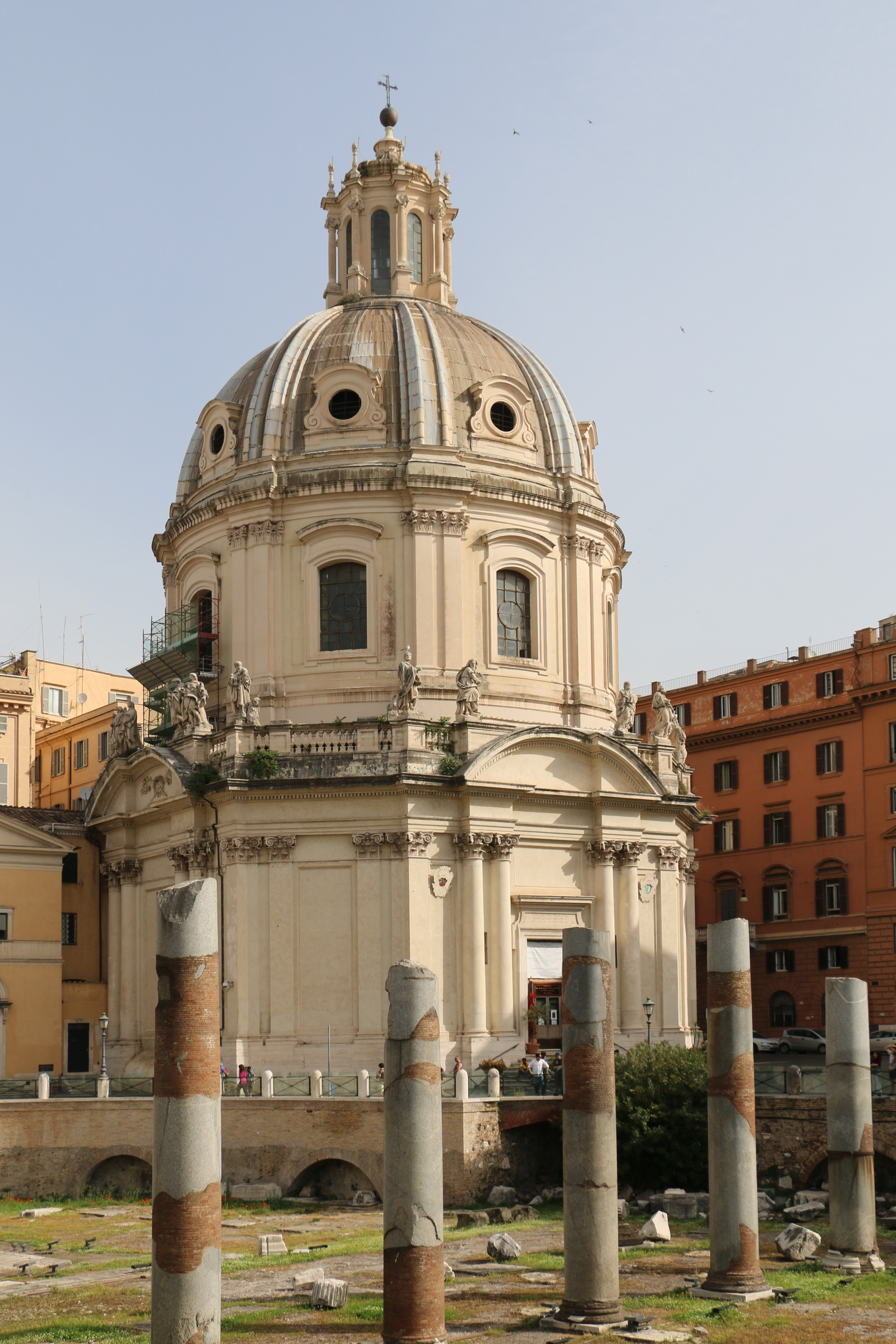
Santissimo Nome di Maria al Foro Traiano.